# Martín Vázquez
Martín Emilio Vázquez Broquetas (ur. 14 stycznia 1969) – urugwajski sędzia piłkarski. Został wybrany jako sędzia na Mundial 2010.
Został międzynarodowym sędzią piłkarskim FIFA w 2001. Sędziował niektóre mecze klasyfikacyjne na Mundialu 2006. W 2008 sędziował trzy mecze na Letnich Igrzyskach Olimpijskich w Pekinie w 2008.